# 南都·班迪
南都·班迪（Sadanand Atmaram "Nandu" Bhende，1950年—2014年4月11日），是印度音乐家、作曲家、演员，他曾经出任过大量的乐队，包括野蛮遭遇、相见恨晚。他的风格包括有流行、摇滚和灵魂音乐等。
2014年4月11日，他因心脏病去世。